# Kavad I
Kavad (449?-531) was van 488 - 496 en opnieuw van 498 - 531 koning van het Sassanidische Rijk

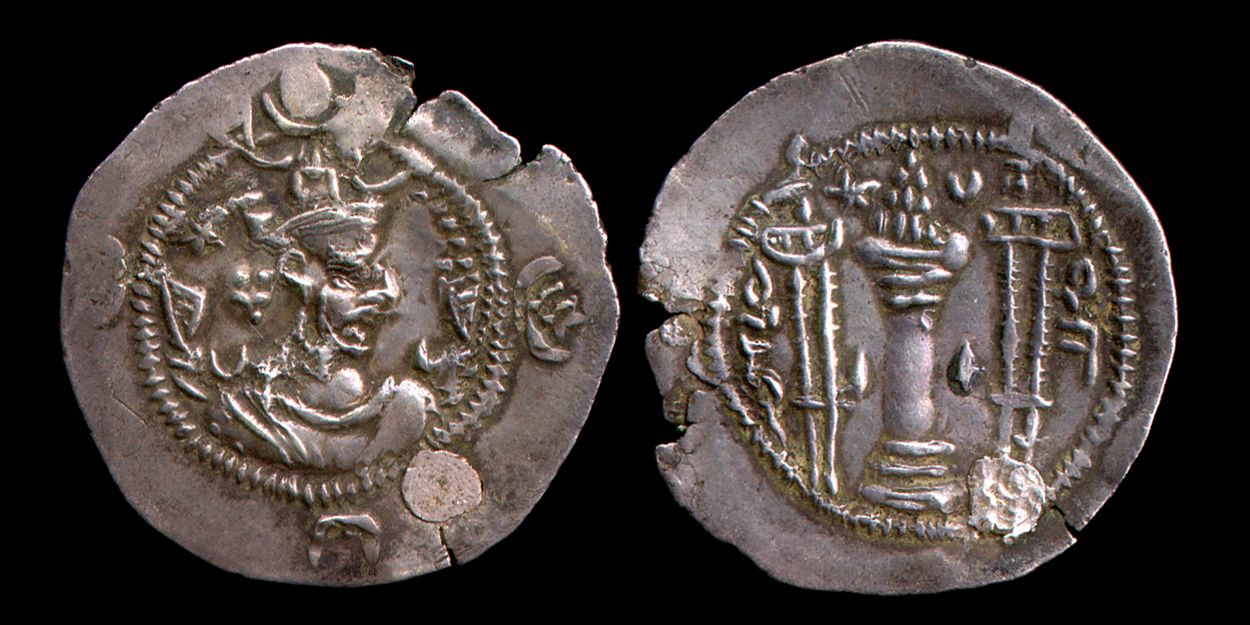
Kavad I op een zilveren drachme

 Hij was de zoon van koning Peroz. 

## Achtergrond
Hij volgde zijn oom Balash op, die door de adel op de troon gezet was na de dood van zijn vader Peroz. Hij werd opgevolgd door zijn zoon Khusro I.

## Conflict met de Hephthalieten
Na de slag bij Herat (484) was het een wonder dat het Sassanidische Rijk nog bestond. Peroz was gesneuveld en Kavad werd meegenomen als gijzelaar. Hij had die tijd goed gebruikt en een goed beeld gekregen van de interne aangelegenheden van de machtige noordoostelijke buren. Zijn oom Balash werd belast met een enorme schatplicht waar Kavad zijn hele leven onder gebukt zal gaan.

## Godsdienstig conflict
Daarna kreeg hij te maken met interne problemen. De opgelegde schatting leidde tot veel armoede onder de lagere standen en de mobads van het dominante zoroastrisme wilden niets weten van beperkingen van hun aanzienlijke welstand. De sociale ongelijkheid was erg groot en leidde tot grote onvrede. Er ontstond een nieuwe religieuze beweging rond de profeet Mazdak, die het manicheïsme nieuw leven inblies. De nadruk viel echter meer dan voorheen op een bescheiden leven en sociale gelijkheid en dit was een bedreiging van de bevoorrechte priesterkaste die eiste dat er harder tegen de nieuwe ketterij zou worden opgetreden. Het kwam zelfs tot een samenzwering tegen de koning en Kavad werd afgezet en zijn broer Zamasp op de troon gezet.
Voorlopig leek het 'socialistische' mazdakisme daarmee te zegevieren. Een en ander betekende uiteraard wel dat de schatting aan de Hephtalieten voorlopig doorbetaald moest worden.
Inmiddels waren er nog steeds interne problemen vooral door de volgelingen van Mazdak die grotere gelijkheid eisten. Zij keerden zich ook tegen andere geloofsgemeenschappen en namen deze hun bezittingen af. De joodse gemeenschap in Mahoza, een buitenwijk van Ctesifon, kwam daar in 513 onder leiding van hun jonge exilarch Mar Zutra II tegen in opstand. Zo werd Mahoza zeven jaar lang een soort joods ministaatje. Het duurde tot 520 voor de koning de opstand neersloeg en Mar Zutra ter dood bracht.
Kavad besefte best dat hij iets aan het mazdakisme moest doen omdat hij de adel en de mobads nodig had. Zonder hen zou het maatschappelijk bestel van het rijk uiteenrafelen. Hij besloot daarom dat het mazdakisme vernietigd moest worden en in de jaren 524-528 gaf hij zijn zoon Khosro de vrije hand voor een keiharde vervolging waarbij zelfs een andere zoon gedood werd omdat hij een volgeling van Mazdak was. Tegenover het nestorianisme schijnt er weinig bezwaar geweest te zijn in zijn dagen, mogelijk omdat het niet zozeer als ondermijnend voor het maatschappelijk bestel ervaren werd.

## Conflict met Byzantium
Na enkele misoogsten, brak er hongersnood uit in het land. Kavad vroeg hulp aan de Byzantijnse keizer om de schatplicht aan de Hephthalieten te kunnen betalen, maar die weigerde. Kavad dacht het met geweld te bemachtigen. Hij had gehoopt op een snelle overwinning op het verzwakte Byzantijnse Rijk financieel gewin te maken. Hij kwam bedrogen uit. De Anastasische oorlog (502-505) liep uiteindelijk uit op een remise en in 504 werd weer vrede gesloten.
Rond 524 verslechterde de  verhoudingen met Byzantium opnieuw. De heerser van het Kaukasisch Iberië, een vazal van Kavad, Vachtang I liep over naar de Byzantijnen (nu onder Justinus I) en er brak opnieuw oorlog uit, de Iberische Oorlog (526-532). Opnieuw draaide het min of meer op gelijk spel uit.
Kort na het einde van de oorlog stierf Kavad op de gezegende leeftijd van 82 jaar. Hij liet een rijk na aan zijn zoon Khusro I dat er een stuk beter voorstond dan wat hij geërfd had.